# Віша
Віша (рум. Vișea) — село у повіті Клуж в Румунії. Входить до складу комуни Жуку.
Село розташоване на відстані 319 км на північний захід від Бухареста, 22 км на північний схід від Клуж-Напоки.

## Населення
За даними перепису населення 2002 року у селі проживали 565 осіб.
Національний склад населення села:
| Національність | Кількість осіб | Відсоток |
| -------------- | -------------- | -------- |
| угорці         | 420            | 74,3%    |
| румуни         | 139            | 24,6%    |
| цигани         | 6              | 1,1%     |

Рідною мовою назвали:
| Мова      | Кількість осіб | Відсоток |
| --------- | -------------- | -------- |
| угорська  | 420            | 74,3%    |
| румунська | 145            | 25,7%    |